# کلیسای جامع بورگوس
کلیسای جامع بورگوس (اسپانیایی: Catedral de Burgos) کلیسایی به سبک گوتیک در شهر بورگوس اسپانیا است. این کلیسا وقف مریم مقدس شده، و از نظر اندازه عظیم و معماری منحصربه‌فرد آن معروف است. ساختمان آن در سال ۱۲۲۱ (میلادی) آغاز شد و نه سال بعد مورد استفاده قرارگرفت، هرچند کار بر روی آن به مدت دویست سال ادامه داشت.
کلیسای جامع بورگوس در سال ۱۹۸۴ در فهرست میراث جهانی یونسکو (به شماره ۳۱۶) به ثبت رسید. این کلیسای جامع تنها کلیسائی در اسپانیا است که به طور مستقل ثبت شده‌است. کلیساهای دیگر یا همراه با مرکز تاریخی یک شهر (مثل سالامانکا، سانتیاگو د کامپوستلا، آبیلا، قرطبه، تولدو، یا کوئنکا) یا همراه با ساختمانهای دیگر (مثل سویل) ثبت شده‌اند.